# Ломберг, Райан
Райан Ломберг (англ. Ryan Lomberg; 9 декабря 1994 Ричмонд-Хилл, Онтарио, Канада) — канадский профессиональный хоккеист, левый нападающий. В настоящее время выступает за клуб НХЛ «Калгари Флеймз». Обладатель Кубка Стэнли 2024 года.

## Карьера

### Юниорская
Уроженец провинции Онтарио, Ломберг начал свою юниорскую хоккейную карьеру в Молодёжной хоккейной лиге Онтарио (OJHL), играя на второстепенных позициях в двух сезонах за «Норт-Йорк Рейнджерс» и «Торонто Патриотс» в 2009/10 и 2010/11 годах. Оттуда он перешел играть за «Маскегон Ламберджекс» из Хоккейной лиги США (USHL) в сезоне 2011/12, став лидером нападения команды с 40 очками в 52 играх, получив при этом 154 минуты штрафа (5-е место в лиге по этому показателю).
Посещая Университет Мэна, начиная с 2012/13 учебного года, Ломберг играл за «Мэн Блэк Беарз» в течение двух сезонов, забив 18 голов и сделав 14 передач в 66 играх с командой. Однако после сезона 2013/14 Ломберг покинул университет после того, как его отстранили от участия в «Черных медведях» из-за обвинения в нападении и хулиганстве, в последнем из которых он признал себя виновным.
Ломберг вернулся в USHL на сезон 2014/15 и выступал за «Янгстаун Фантомс». Ломберг забил 24 гола и набрал 43 очка в регулярном чемпионате, играя с будущим нападающим «Виннипег Джетс» Кайлом Коннором и будучи капитаном команды. «Фантомс» завоевали Кубок Андерсона в том сезоне.
Игра Ломберга с «Фантомс» привлекла внимание скаутов «Калгари Флэймз», и его пригласили в ежегодный осенний лагерь развития команды. Ломберг произвел достаточно впечатление, чтобы заключить контракт со «Стоктон Хит», фарм-клубом Калгари в АХЛ. О сделке было объявлено после слухов о том, что Ломберг присоединится к хоккейной команде Университета Майами после перевода из Университета штата Мэн.

### Профессиональная
Свой первый профессиональный сезон Ломберг разделил между «Хит» и фарм-клубом в ECHL, «Адирондак Флеймз». Набирая очки почти в каждой игре с «Флеймз», Ломберг добился большего инрового времени в «Стонктон Хит», сыграв за них без голов с 3 передачами и 42 минутами штрафа в 15 играх АХЛ в сезоне АХЛ 2015/16.
Продолжая выступать в «Хит» в сезоне 2016/17, Ломберг стал более многогранным игроком. Помимо 127 минут штрафа, Ломберг забил 13 голов и набрал 29 очков в 68 играх за команду, заняв седьмое и восьмое место в команде по голам и передачам соответственно.

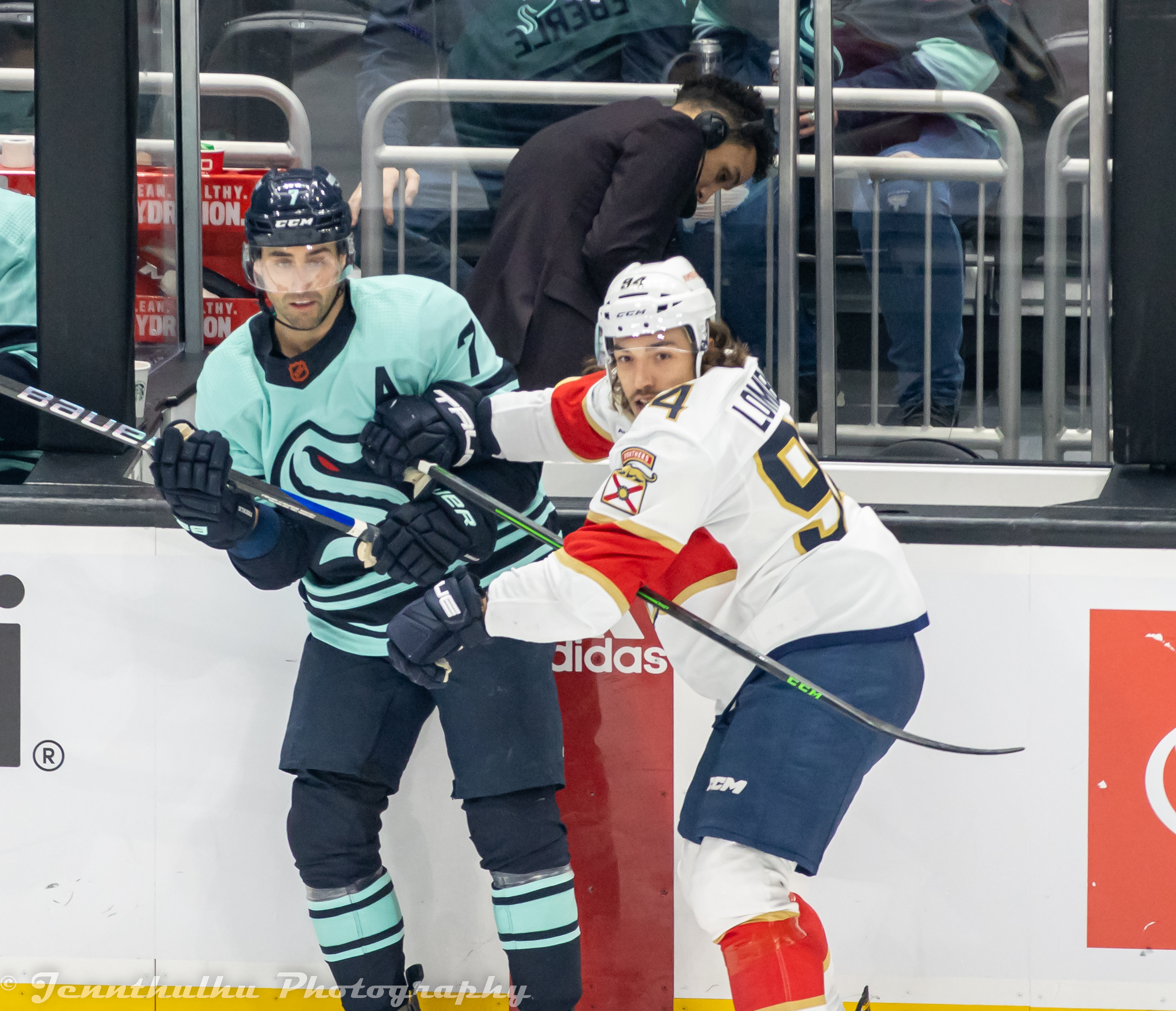
Ломберг (справа) во время игры против «Сиэтл Кракен» в 2022 году.

Впечатленные его трудолюбием и решимостью, 17 марта 2017 года «Калгари Флэймз» наградили Ломберга двухлетним контрактом новичка на сумму 710 000 долларов за сезон в НХЛ. Сделка вступила в силу в начале сезона НХЛ 2017/18.
Стремясь придать немного энергии составу и вынужденные справиться с отсутствием травмированного Яромира Ягра, «Флэймз» вызвали Ломберга в основную команду 14 января 2018 года. Он дебютировал в НХЛ одиннадцать дней спустя, 25 января, против «Эдмонтон Ойлерз». Во время игры он подрался с Заком Кассианом из «Ойлерз», а его общее игровое время составило 6:30 минут.
После пяти сезонов в организации «Флэймз» Ломберг ушел в качестве свободного агента, чтобы 9 октября 2020 года подписать двухлетний контракт на сумму 1,45 миллиона долларов с «Флорида Пантерз». В сезоне 2020/21 он сыграл за «Пантерз» 34 игры, забил 2 гола и сделал две передачи. 26 ноября 2021 года «Флорида» повторно подписала с Ломбергом двухлетний контракт.
1 июля 2024 года в качестве свободного агента подписал двухлетний контракт с «Калгари Флэймз» на сумму $4 млн.

## Достижения

#### НХЛ
| Год  | Команда         | Достижение   |
| ---- | --------------- | ------------ |
| 2024 | Флорида Пантерз | Кубок Стэнли |